# 数珠状の祈りの用具
数珠状の祈りの用具（じゅずじょうのいのりのようぐ）では、数珠のように玉を連結した祈りの用具について記述する。
数珠は通例、仏教で用いられる祈りの用具を指すが、同様の玉を連結した祈りの用具は他宗教（キリスト教・イスラム教・ヒンドゥー教など）にも存在し、これらを合わせて数珠と総称することもある。特に日本語以外の言語では宗教・宗派・教派を問わない普通名詞としての総称が存在することがある（例：英語: prayer beads, ロシア語: чётки, ドイツ語: Gebetskette）。
本記事は、他言語版ウィキペディアにおいて、宗教の別を超えた総称としての数珠の記事にリンクしている。

## 各宗教での数珠状の祈りの用具の記事一覧
- 仏教
  - 数珠 - 仏教で用いられる、玉を連結した法具。
  - 腕輪念珠 - 数珠を小型化したもの。
- キリスト教
  - ロザリオ - カトリック教会の祈り。およびその祈りに用いられる、玉を連結した用具。
  - コンボスキニオン - 正教会で用いられる、玉を連結した祈りの用具。チョトキ、コンボスキニ、ヴェルヴィツァとも。
- イスラム教
  - ミスバハ（英語版） - イスラームで用いられる、玉を連結した祈りの用具。スブハ、タスビとも。

## 画像

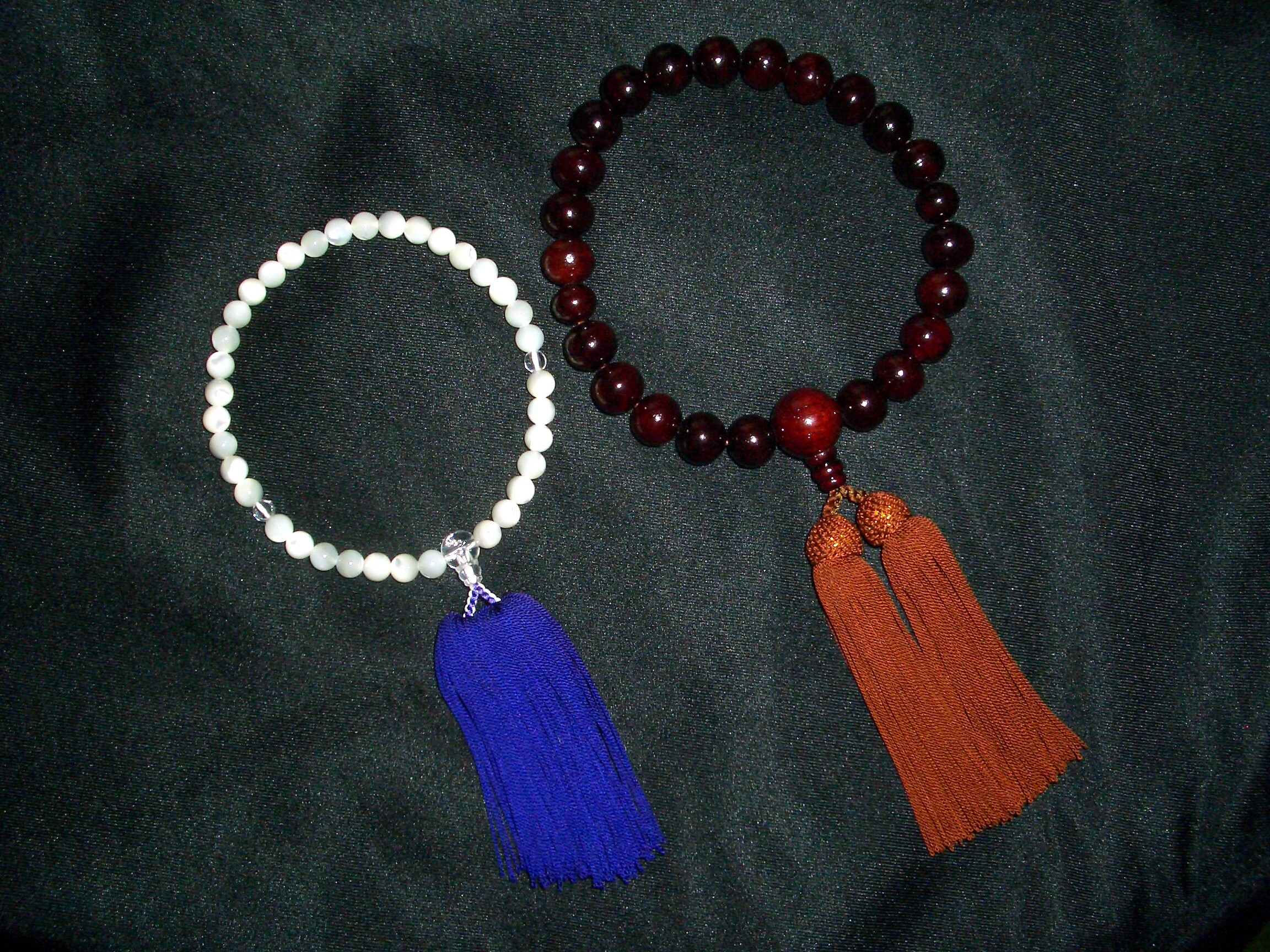
仏教の数珠
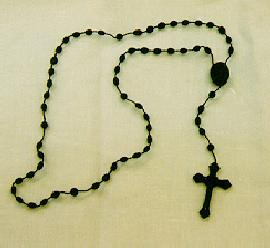
カトリック教会のロザリオ
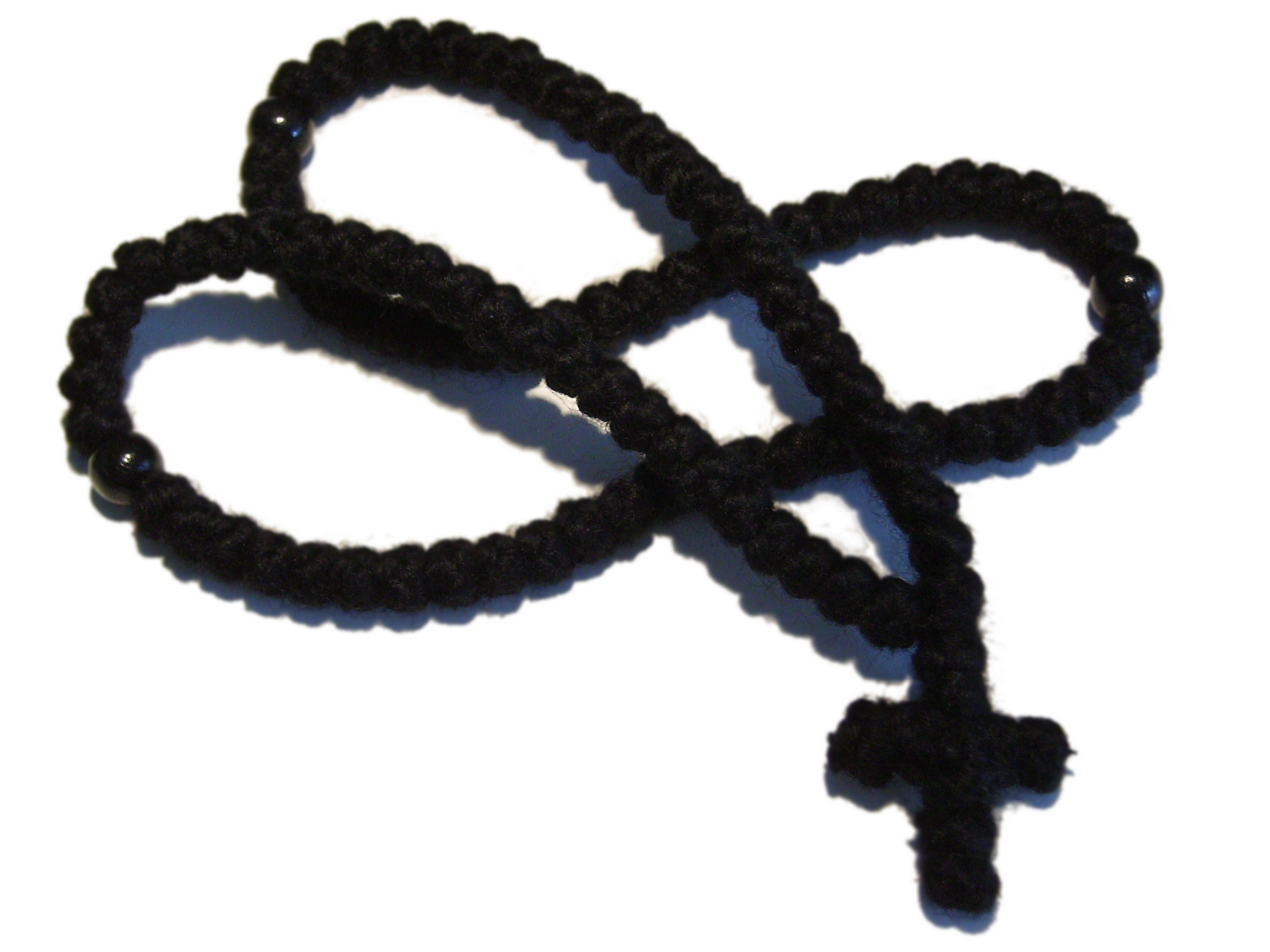
正教会のコンボスキニオン
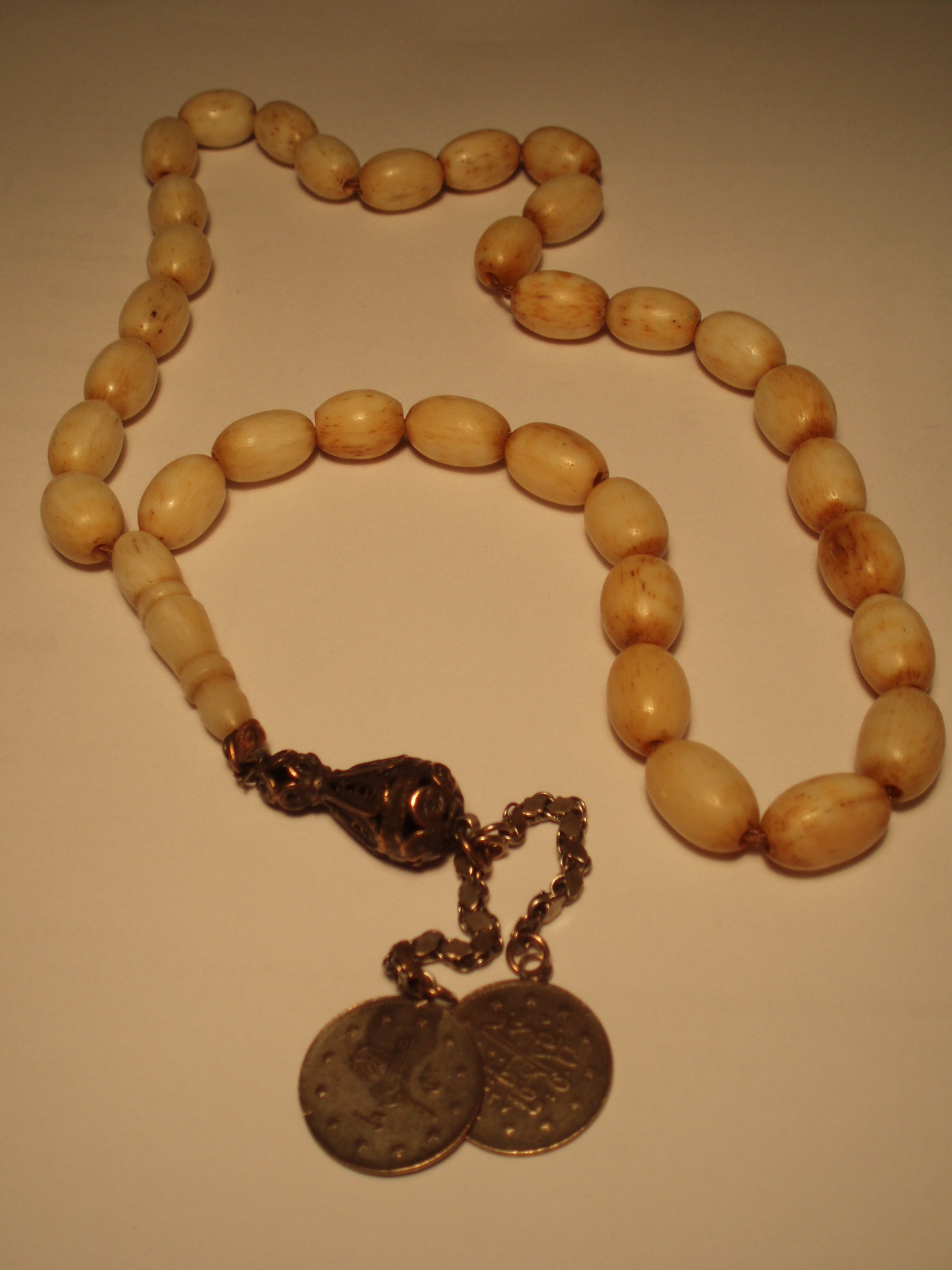
イスラム教のミスバハ